# Ekranoplán

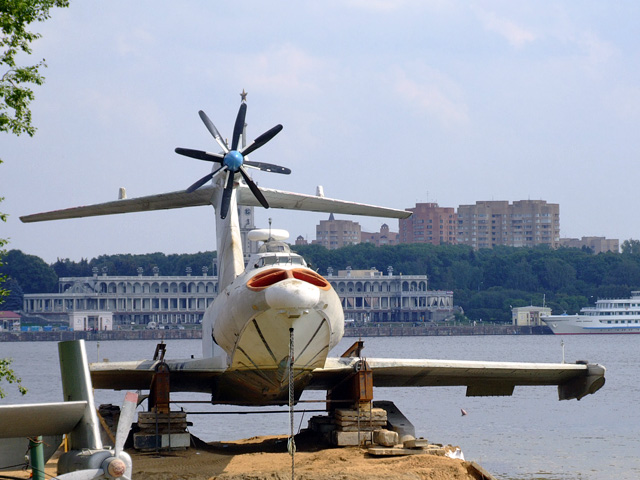
Ruský vojenský ekranoplán A-90 Orljonok

Ekranoplán je stroj na pomezí letadla, vznášedla a lodě. Ekranoplán létá na principu tzv. dynamického přízemního efektu, kdy je letoun nadnášen tím, že mezi krátkými nosnými plochami a vodní hladinou vzniká „nosný polštář“ a vztlak zvyšuje i tzv. přízemní jev – omezení indukovaného odporu křídla o malé štíhlosti blízkostí země či vodní hladiny (odtud anglické označení ekranoplánů WIG – wing in ground effect). Díky podobnému principu se dokážou vznést z hladiny vodní ptáci.[zdroj?] Tato technologie byla sice známá už před druhou světovou válkou, ale skutečný výzkum těchto strojů vzrostl až v 60. létech v SSSR pod vedením inženýra Rostislava Alexejeva a to především pro vojenské účely. Díky tomu, že nejde o tradiční letadlo či loď, nelze stroj jednoznačně zařadit do jednotlivé kategorie a v samotném SSSR probíhaly spory letectva a námořnictva o to, komu budou ekranoplány patřit.
Ekranoplán se pohyboval několik metrů nad hladinou jako klasické vznášedlo, právě díky dynamickému přízemnímu efektu a mohl dosahovat rychlosti až 500 km/h. Na kratší vzdálenosti se však díky přebytku tahu motorů dokázal i vznést mimo účinky přízemního jevu (efektu) (např. pro náhlé vyhnutí se lodi). Kombinoval vlastnosti jiných dopravních prostředků, do rychlosti 80 km/h se choval jako loď, při 100 km/h se choval jako vodní kluzák či vznášedlo a při rychlosti 150 km/h již jako klasické letadlo.

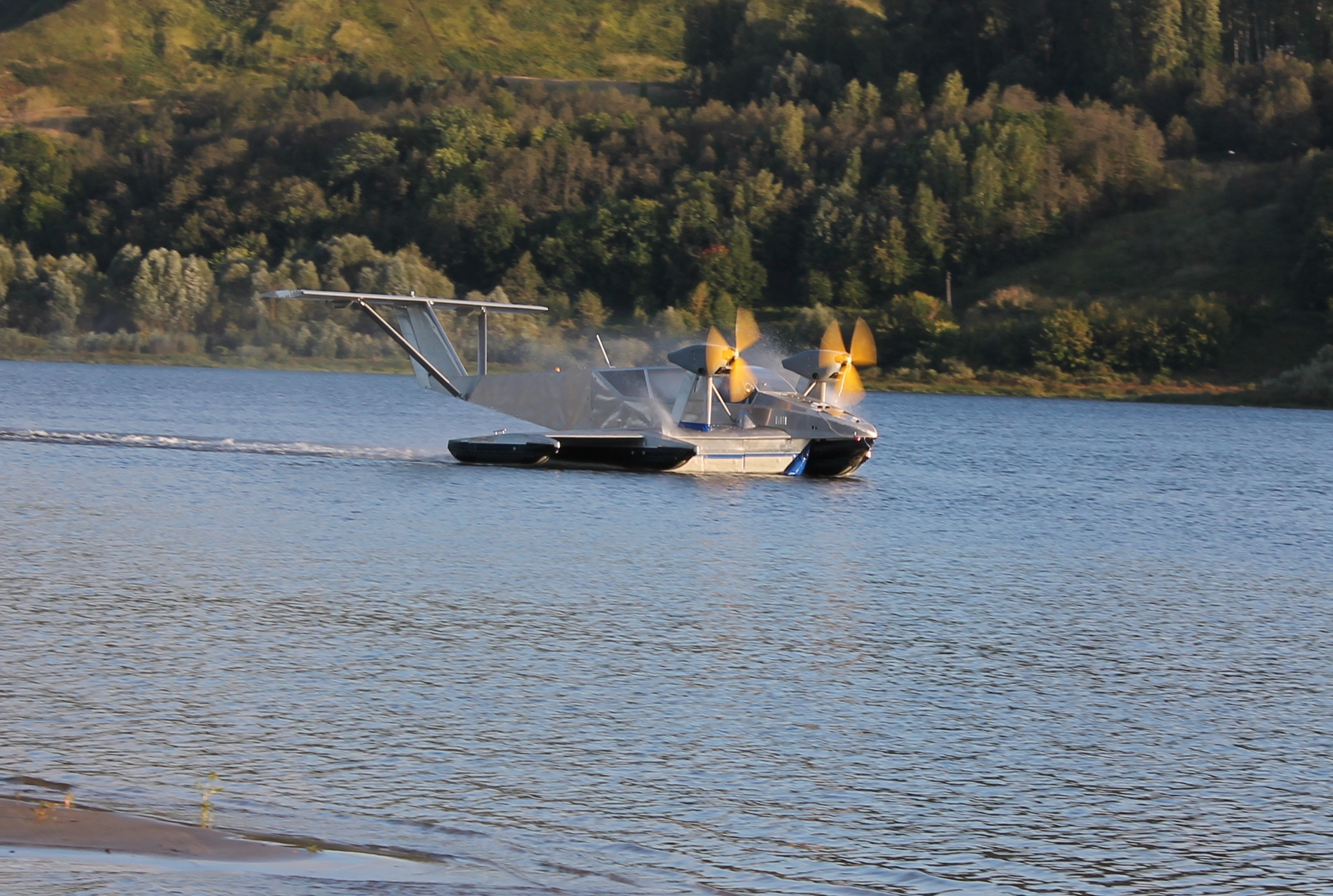
Ekranoplán Tungus

Hlavní vojenskou výhodou ekranoplánu bylo to, že díky výšce letu v rozmezí 3–10 metrů nad hladinou se dokázal vyhnout minám a protitorpédovým sítím. Také byl nezasažitelný torpédy a ze země odpalovanými protiletadlovými a protilodními střelami, zničitelný byl prakticky jen leteckými řízenými střelami. Další, i když o něco méně důležitá, byla jeho schopnost být sonarově neviditelný tím, že se nedotýkal hladiny. Zároveň byl jako velmi nízko letící stroj nepozorovatelný pro tehdejší radary. Takže šlo především o dokonalý prostředek pro uskutečnění vylodění.
Během projektů v SSSR však nastalo několik problémů. Např. při jedné zkoušce se stroj, u něhož byl použit nevhodný konstrukční materiál, s posádkou tvořenou několika konstruktéry, na moři rozlomil na přední a zadní část. Díky jednomu vedoucímu inženýrovi, který pohotově spustil pomocné příďové proudové motory, přední část „doletěla“ společně s velkou částí posádky ke břehu na rozdíl od zadní části, která se potopila.
Po rozpadu Sovětského svazu se připravovala civilní verze vyloďovacího ekranoplánu A-90 Orljonok. Byla založena i nová společnost v Petrohradě (Ekolen), která měla navázat kontakty se zahraničními partnery a pokračovat ve výzkumu. Nicméně další snahy udržet tento program ztroskotaly a dnes se s těmito stroji setkáme jen velmi ojediněle.
Lodní společnost „Aerohod“ (Nižnij Novgorod, Rusko) od roku 2014 testuje prototyp ekranoplánu „Tungus“. Podle výsledků testů se plánuje zahájit vývoj a stavbu strojů s kapacitou od 4 do 70 cestujících.
Nový ekranoplán o vzletové hmotnosti  54 tun s označení A-050 vyvíjí společnost  Alekseyev Central Hydrofoil Design Bureau se sídlem v Nižním Novgorodu. Cestovní rychlost 450 km/hod, dolet cca 5000 km, nosnost 9 tun a až 100 cestujících. Společností je také vyvíjen těžší víceúčelový transportní ekranoplán A-080 Chaika-3 se vzletovou hmotností 100 tun.

## Nejznámější ekranoplány
- A-90 Orljonok
- Projekt 903 Lun
- KM Kaspická příšera – největší ekranoplán všech dob
- Volga 2
- Berijev VVA-14